# Kassai magyar cserkészet

## Hőskor
1918-ban Komáromban és Rimaszombatban a politikai események hatása ellenére tovább működött a cserkészcsapat, de Pozsonyban és Kassán a cserkészek szétszéledtek. A megmaradt magyar csapatoknak 1920-ban semmilyen központi szervezetük nem volt, csak azért maradhattak fenn, mert testgyakorló körök szakosztályaiként működtek. Antonín B. Svojsík prágai gimnáziumi tanár 1920-ban megalapította a Csehszlovák Cserkészszövetséget (Svaz junáků a skautů Republiky Československé – RČS). A magyar cserkészcsapatok ide léphettek be, hogy biztosíthassák működésüket az akkori Csehszlovákiában.
1929 március 3-án Komáromban volt a magyar cserkésztanács ülése. Határozataiból kiderült, hogy Kassán új főparancsnokot választottak dr. Szikla Ferenc kultúrreferens személyében.
1938. október 8-án a kassai cserkészcsapatok kiléptek a Csehszlovák Cserkészszövetség Magyar Alosztályából, és a Magyar Nemzeti Tanács alá rendelték magukat.
1938 decemberében a premontrei gimnázium Széchenyi István cserkészcsapata a 143-as számot kapta. Duruttya István tanár átadta a parancsnokságot Csanád Vilmos tanárnak. A gépészeti felsőiskola Kund csapata a 256-os számot kapta, parancsnoka dr. Kassai Ernő tanár volt.
1939-ben megalakul a Hunfalvy János gimnázium cserkészcsapata 202. sz. Örvénykő néven.
1940. január 14-én volt kassai cserkészkerület alakuló gyűlése.
1945.ben néhány tucat magyar cserkésznek egészen 1950-ig sikerült megőriznie a cserkészéletet a Művész Bábszínház megalakításával. A bujdosó cserkészek nyaranta még táboroztak is. 1950-től ezt a bátor, de illegális kezdeményezést közös elhatározással a hallgatással váltották fel a kassai Bujdosó Rákóczi Cserkészcsapat tagjai a túlélést választva.
Ezután jöttek a csendes idők, majd a politikai élet változásával egyre fejlődött, 1989-re sokan cserkészkedtek.

## Újrakezdés előtt
A Szlovákiai Magyar Cserkészszövetség életében 1990. március 11-én új korszak kezdődött, ugyanis ekkor alakult újjá a szövetség, tekinthetjük a szlovákiai magyar cserkészet új korszakának. Ezelőtt nem voltak annyira rendezve a csapatok, így volt ez Kassán is. Nagyon sok csapat volt, voltak munkás csapatok is. 1990 nyarán Rebres Péter, nagykaposi cserkész ajánlotta a cserkészetet Kukoricás Róbertnek, ekkor ő be is jelentkezett még azon a nyáron Dunaszerdahelyen Hodossy Gyula elnöknél. 
Ekkor kezdett a szövetség őrsvezetőképző táborokat szervezni és a kassaiak már az első táborokban részt vettek, már egy évvel a kassai újraszervezés előtt voltak kiképzett őrsvezetők. Kukoricás Róbertnek rengetegen segítettek a szervezésben, főleg a kassai öregcserkészek, közülük is a kiemelendő Magyar Ferenc és Szőke István. Nagyon jelentős segítséget nyújtott Csajka István is.
A kassai cserkészotthon és a rendezvények a premontrei rendház melletti épületben voltak.

## Szlovákiai Magyar Cserkészszövetség
A Szlovákiai Magyar Cserkészszövetség 1990. március 11-én alakult újjá hivatalosan, a kassaiak pedig 1992. május 22-én lettek felavatva 17. és 18.-ként. A két csapat a 17. sz. II. Rákóczi Ferenc cscs. és a 18. sz. Kazinczy Ferenc cscs. neveket kapta. Azért lett két csapat, ugyanis olyan sokan voltak cserkészek ebben az időben, hogy két csapatot kellett alapítani. A kezdetekben csak egy vegyes őrs volt, még nem voltak felosztva külön a cserkészek. Ez az első toborzásnál változott meg. A templomokban kihirdettették, hogy lehet cserkésznek jelentkezni, és mivel a premontrei rendház mellett volt az otthon, ezért nagy érdeklődés volt. A másik toborzási módszer a Márai Sándor Magyar Tanítási Nyelvű Gimnázium és Alapiskolában (Márai S. MTNYG és AI) történt, ugyanis itt a hangosbemondóban beharangozták a cserkészetet. Erre az iskolai felhívásra jelentkezett több olyan diák is, akik a mai napig aktív cserkészek és rendszeresen járnak, segédkeznek a rendezvényeken.
A két kassai csapat 1996. május 6-án olvadt össze. Az új csapatparancsnok Csajka István cserkésztiszt lett.
A kassai csapatparancsnokok: Magyar Ferenc, Csajka István, Csajka Tamás, Erdélyi Zoltán, Bánó Gergely, Horváth Dániel, Bazár György. Az alapító Kukoricás Róbert.

## Jelenkor
Ma már csak egy csapat van Kassán: a 17. sz. II. Rákóczi Ferenc cscs. Ennek az oka, hogy apadt az érdeklődés a cserkészet iránt és már nincs akkora "alapanyag", aki járhatna cserkészkedni, így nem volt értelme két csapatnak működnie. A múlt megjelenik a csapat csatakiáltásában is: "Egy hét-egy hét-egy tizenhét / Egy nyolc-egy nyolc-egy tizennyolc / Rákóczi / Kazinczy / Ferenc-Ferenc-engem soha el nem feledsz!" Ma az "Egy nyolc-egy nyolc-egy tizennyolc", és a "Kazinczy" soroknál csend van a volt csapat emlékére.
Ma 45 aktív tagja van a csapatnak. Ebből van tiszti, segédtiszti, őrsvezetői és segédőrsvezetői képesítéssel rendelkező cserkész is. A csapat rátermett tagjai folyamatosan részt vesznek az őrsvezető- és segédőrsvezető-képző táborokban. Kétévente toborzásokat tart a csapat a város egyetlen helyén, ahol magyar fiatalokat lehet toborozni, a Márai S. MTNYG és AI-ban, Itt az elegendő érdeklődés miatt van utánpótlás és folyamatosan jönnek új cserkészek a csapatba. 
A jelenlegi csapatparancsnok Bazár György.
Az éves program általában egy-egy őszi és tavaszi tanyázásból, egy pizsamapartiból, egy túrából, egy karácsonyi programból, a métabajnokságból, a nyári táborból, és még pár egyéb rendezvényből áll.
A kassaiak minden évben részt vesznek az Országos Métabajnokságon (OMB). Eddig kétszer sikerült megnyerni a suhanc kategóriát(20 éves korig), legutóbb 2018-ban, Szőgyénben.
Szövetségi akciók Kassán: Cserkészvezetői Konferencia (2-szer), Történelmi Vetélkedő, Tiszti Konferencia, Rovertalálkozó (többször is, a rendházban került megrendezésre, ekkor bálokat is szerveztek mellé), Intéző Bizottság XIII. ülés. A legutolsó szövetségi akció Kassán a 2. Bakancspróba, 2018-ban. A rendezvényen 200-an vettek részt az egész szövetségből. Összesen 23 őrs versenyzett a 20 km-es távon, miközben bejárták egész Kassát. 